# Sterling Alexander Martin Wood
Sterling Alexander Martin Wood (17 mars 1823 - 26 janvier 1891), communément appelé S. A. M. Wood, est un avocat américain et rédacteur en chef du journal de l'Alabama. Il sert en tant que général confédéré pendant la guerre de Sécession, jusqu'en 1863, et reprend la pratique du droit, il sert comme législateur d'État, et plus tard enseigne le droit.

## Avant la guerre
Le père de Wood est Alexander Hamilton Wood (1796-1860), un vétéran de la guerre de 1812 et le premier maire de Florence, Alabama. La mère de Wood est Marie Ester Evans Wood (1796-1871). Wood naît à Florence, Alabama, au printemps de 1823. Il fréquente le lycée St Joseph dans le Kentucky en 1841, puis part vers le Tennessee et est devient avocat. En 1851, Wood retourne en Alabama, où il sert dans la législature de l'État. Wood occupe également le poste de « procureur » de la quatrième court judiciaire d'Alabama entre 1851 et 1857. Il est rédacteur en chef du journal de Florence la Gazette en 1860, au cours de laquelle il soutient activement la candidature perdante de John C. Breckinridge pour la présidence des États-Unis.

## Guerre de Sécession

### Début du service
Wood choisit de suivre son état de l'Alabama et la cause de la Confédération, et entre dans les forces de l'État, en tant que capitaine dans la « Florence Guard » le 3 avril 1861. Il est élu colonel du 7th Alabama Infantry Regiment le 18 mai, et Wood et son régiment sert ensuite à Pensacola, en Floride.
Wood reçoit ensuite le commandement d'une brigade sur le théâtre occidental en octobre 1861, rejoignant l'armée du Kentucky central. Il est promu brigadier général le 7 janvier 1862. Wood commande alors une brigade dans l'armée du Mississippi au cours de la bataille de Shiloh dans le Tennessee, le 6 avril 1862, et est blessé lorsque son cheval le traîne.

### Perryville

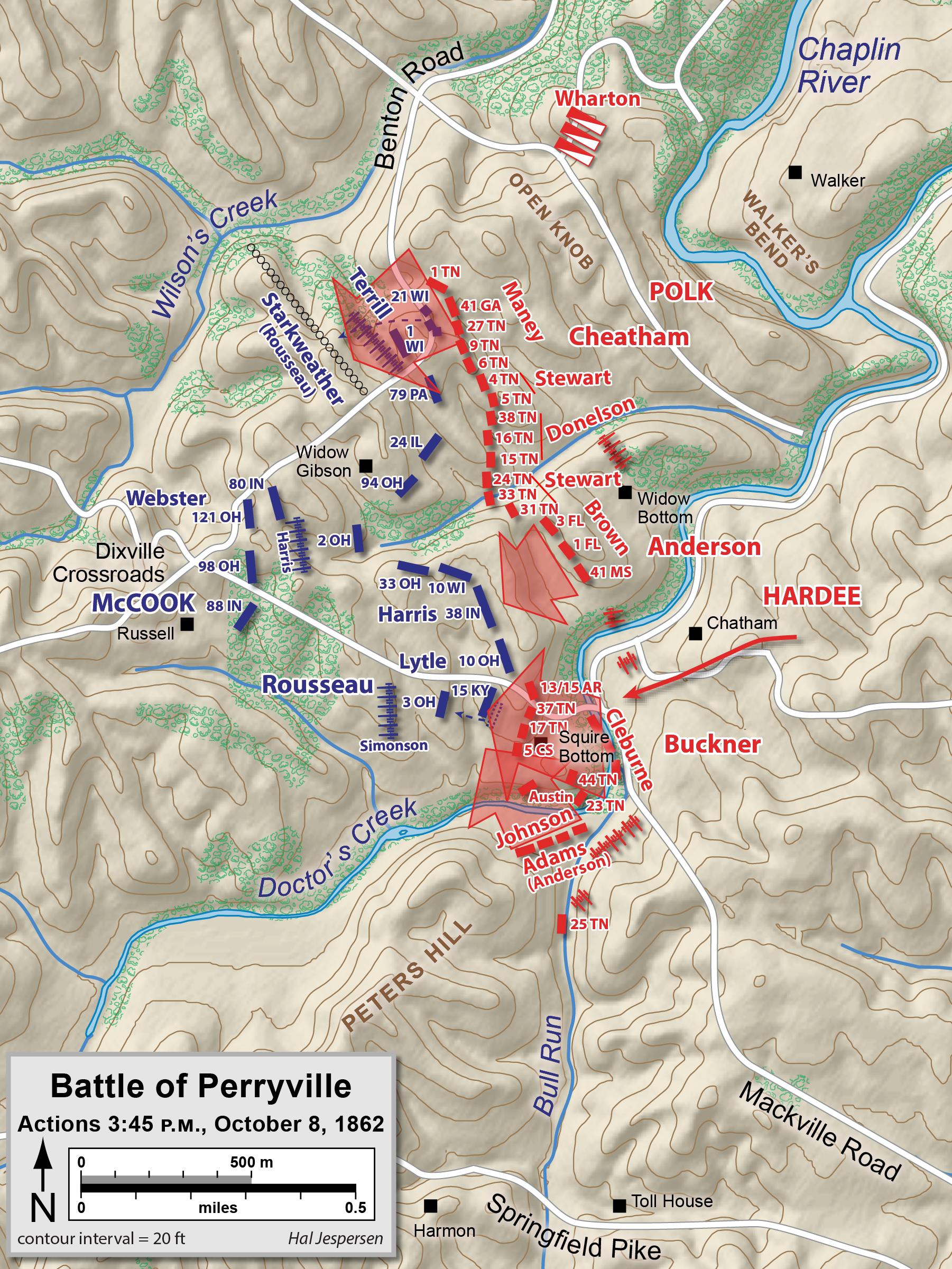
Attaque de Buckner à Perryville

Le service confédéré le plus remarquable de Wood a lieu le 8 octobre 1862, lorsque lui et sa brigade combattent à Perryville, Kentucky, lors de la bataille de Perryville. Sa brigade fait partie de la division du major général Simon B. Buckner dans le II corps du major général William J. Hardee et participe à l'attaque de Buckner contre une position de l'Union. Les confédérés veulent forcer les fédéraux à reculer et couper leur voir de retraite à Dixville Crossroads, les encerclant effectivement.
L’infanterie de l'Union et une batterie d'artillerie postés sur une colline, près de la route de Benton tirent sur les hommes de Wood et les forcent à retourner en arrière. Wood réforme de sa brigade à la base au bas de la colline et renouvelle l'assaut. Les canons fédéraux sont à court de munitions et se retirent, et l'attaque confédérée repousse l'infanterie de l'Union vers le carrefour. Après la charge, les hommes de Wood se retirent et sont remplacés par la brigade de réserve du brigadier général St. John Richardson Liddell. Dans ce combat, Wood est blessé à la tête et est hors de combat jusqu'en novembre, où l'armée du Mississippi s'appelle désormais l'armée du Tennessee.

### Campagnes ultérieures
Wood reprend le commandement de sa brigade le 20 novembre 1862 et combat dans les campagnes de l'armée du Tennessee pendant le reste de 1862 et en 1863, y compris la sanglante bataille de Stones Rivier à la fin de l'année, tout au long de la campagne de Tullahoma à l'été de 1863 et à la bataille de Chickamauga au mois de septembre. Cependant Wood démissionne de la commission le 17 octobre, juste avant les batailles pour Chattanooga en novembre.

## Après la guerre
Wood reprend sa pratique du droit après sa démission de l'armée confédérée, et sera gracié par le gouvernement des États-Unis après la guerre, le 4 novembre 1865. Il sert ensuite à nouveau dans la législature de l'Alabama, et est professeur de droit à l'université de l'Alabama de 1889 à 1890.
Wood est aussi l'avocat de l'Alabama Great Southern Railway, depuis ses débuts, en 1877 jusqu'à sa mort. Au début de 1891 à l'âge de 67 ans, Wood meurt et est enterré à Tuscaloosa, en Alabama.